# Горњи Куршанец
Горњи Куршанец је насељено место у саставу општине Неделишће у Међимурској жупанији, Хрватска. До територијалне реорганизације у Хрватској налазио се у саставу старе општине Чаковец.

## Становништво
На попису становништва 2011. године, Горњи Куршанец је имао 793 становника.

## Попис1991.
На попису становништва 1991. године, насељено место Горњи Куршанец је имало 720 становника, следећег националног састава:
| Попис 1991.‍  | Попис 1991.‍  | Попис 1991.‍ | Попис 1991.‍ | Попис 1991.‍ |
| ------------ | ------------ | ----------- | ----------- | ----------- |
|              |              |             |             |             |
| Хрвати       | Хрвати       |             | 635         | 88,19%      |
| Роми         | Роми         |             | 29          | 4,02%       |
| Словенци     | Словенци     |             | 5           | 0,69%       |
| Срби         | Срби         |             | 5           | 0,69%       |
| Албанци      | Албанци      |             | 3           | 0,41%       |
| Југословени  | Југословени  |             | 3           | 0,41%       |
| Муслимани    | Муслимани    |             | 1           | 0,13%       |
| регион. опр. | регион. опр. |             | 1           | 0,13%       |
| непознато    | непознато    |             | 38          | 5,27%       |
| укупно: 720  |              |             |             |             |